# Luci Corneli Cinna (cònsol el 127 aC)
Luci Corneli Cinna (Lucius Cornelius L. F. Cinna) va ser cònsol romà el 127 aC amb Luci Cassi Longí Ravil·la. Era el pare de Lucius Cornelius L. F. N. Cinna, líder del partit popular romà durant el període en què Sul·la, cap dels aristòcrates, estava a l'Orient (87 aC a 84 aC).